# Gesetz für sichere digitale Kommunikation und Anwendungen im Gesundheitswesen sowie zur Änderung weiterer Gesetze
Das Gesetz für sichere digitale Kommunikation und Anwendungen im Gesundheitswesen sowie zur Änderung weiterer Gesetze regelt die Einführung digitaler Anwendungen im deutschen Gesundheitswesen durch die schrittweise Ablösung bislang papierbasierter Prozesse durch IT-unterstützte Verfahren (sog. E-Health). Ziel ist eine verbesserte Patientenversorgung.
Das Gesetz sieht die Weiterentwicklung der Telematikinfrastruktur vor, insbesondere durch Neuerungen bei der elektronischen Gesundheitskarte (eGK).
Durch die Artikel 1 und 1a änderten das Gesetz das Fünfte Buch Sozialgesetzbuch (SGB V).

## Die Schwerpunkte
- Medikationsplan
Ab 2018 haben Patienten die Möglichkeit, ihren bisher in Papierform erstellten Medikationsplan auf der elektronischen Gesundheitskarte zu speichern (§ 31a SGB V), unter der Voraussetzung, dass mindestens 3 Medikamente gleichzeitig verordnet wurden. So können Daten zu Medikamenten besser zwischen Ärzten ausgetauscht werden und eine eventuell neue Medikation darauf angepasst werden.
- Elektronischer Arztbrief
Versendet ein Arzt einen elektronischen Arztbrief und signiert diesen mit dem eArztausweis, so erhält der Arzt eine entsprechende Vergütung.
- Versichertenstammdatenmanagement (VSDM) und Prüfung des Versicherungsnachweises
Betrifft die Online-Prüfung und Aktualisierung von Gesundheitsdaten der Versicherten.[3] Wohnortwechsel etc. können so automatisch in der Patientenakte des Arztes aktualisiert werden. Außerdem kann geprüft werden, ob der Patient aktuell Mitglied seiner angegebenen Krankenkasse ist. Voraussetzung ist ein elektronischer Praxisausweis. Nach dem E-Health-Gesetz drohte den Vertragsärzten eine Honorarkürzung um 1 %, wenn diese nicht bis spätestens 1. Juli 2018 das VSDM („Versichertenstammdatenmanagement“) nutzen. Diese Frist wurde auf den 1. Januar 2019 verlängert.[4]
- Videosprechstunden
Ärzte bestimmter Fachrichtungen dürfen seit 1. April 2017 bei bestimmten Indikationen den Patienten Videosprechstunden anbieten und abrechnen.[5]
- Notfalldatenspeicherung
Seit 1. Januar 2018 ist es zulässig, auf Wunsch des Versicherten notfallrelevante medizinische Informationen wie Blutgruppe, Impfschutz, Allergien oder Vorerkrankungen auf der elektronischen Gesundheitskarte zu speichern.
- Elektronische Patientenakte und Elektronisches Patientenfach
Ab 1. Januar 2019 muss die eGK geeignet sein, Daten über Befunde, Diagnosen, Therapiemaßnahmen, Behandlungsberichte sowie Impfungen für eine fall- und einrichtungsübergreifende Dokumentation über den Patienten zu erheben, zu verarbeiten und zu nutzen (elektronische Patientenakte, § 291a Abs. 3 Nr. 4 SGB V).[6][7] Auf diese werden jedoch neben dem Besitzer der eGK selbst nur Personen zugreifen können, die zum einen Teilnehmer der Telematikinfrastruktur sind und zum anderen vom Patienten selbst die Zugriffsrechte erhalten haben.